# MMo – Como bis Napoleone
Die MMo – Como bis Napoleone waren Dampflokomotiven der Eisenbahn Mailand–Monza (MMo).
Die MMo beschaffte diese sechs Fahrzeuge anlässlich der Streckeneröffnung nach Camerlata bei Como.
Die Maschinen wurden 1848 von Kessler in Karlsruhe gebaut.
Sie hatten die Achsfolge 2B und damit im Vergleich zu den davor in Betrieb genommenen Lokomotiven LAMBRO, LOMBARDA, MILANO, BRIANZA, ADDA und MONZA ein größeres Gewicht und mehr Leistung.
Bei der MMo erhielten sie die Namen COMO, ENRICHETTA, ERCOLE, EOLO, MATILDE und NAPOLEONE.
Als die MMo 1851 verstaatlicht wurde, kamen sie mit demselben Namen zur Lombardisch-venetianischen Staatsbahn (LVStB), von der sie vor 1856 ausgemustert wurden.